# Casimir Pinel
Pour les articles homonymes, voir Pinel.
Casimir Pinel est un psychiatre français, né le 16 juillet 1800 dans le Tarn et mort le 5 décembre 1866 à Neuilly-sur-Seine. Il est le neveu de Philippe Pinel et est surnommé Pinel neveu.

## Biographie
Casimir Pinel est le fils de Pierre-Louis Pinel (1751-1827), médecin de campagne à Saint-Paul-Cap-de-Joux et frère cadet de Philippe Pinel.
Son père ne put payer les frais de son collège. Après la 4ème, il lui fit donner des leçons par le curé du village. Quand il eut 17 ans, il partit pour Paris le 24 novembre 1817 avec 350 francs en poche. Il arriva à Paris le 2 janvier 1818 ayant dépensé la moitié de son argent. II fit ses études de médecine, fut nommé externe en 1818, puis interne de seconde classe en 1819 et 1820. 
Ne disposant que de 600 francs par an, il dut parfois se nourrir, plusieurs jours de suite, de pommes de terre frites et de marrons achetés pour quelques sous. Il entra au Val-de-Grâce en 1823 comme chirurgien surnuméraire. Il devint docteur en médecine en 1826. La guerre d'Espagne commençant, il reçoit l'ordre de se rendre à Getaria, entre Zarautz et Zumaia, pendant le siège de Saint-Sébastien. Son état de santé l'obligea, à peine âgé de 28 ans, à renoncer à la médecine militaire. Habitant Paris chez la veuve de Philippe Pinel, il pensa exercer la spécialité où son oncle s'était illustré. En 1829, il loua, pour 15 ans, une maison située 76, rue de Chaillot.
Le bail n'ayant pu être renouvelé, Casimir Pinel loua en 1844 la Folie Saint-James que le baron Saint-James avait fait construire par le célèbre architecte François-Joseph Bélanger. Cette maison de santé acquit rapidement une grande notoriété, mais les propriétaires voisins se plaignaient d'une dépréciation due à la proximité d'une maison remplie, à leurs dires, de fous furieux, hurlant sans cesse. Le maire de Neuilly « préférait autoriser une ménagerie de bêtes féroces dans sa commune plutôt qu'une maison d'aliénés ». Mais invité à parcourir la maison, il reconnut que sa bonne foi avait été surprise. En février 1848, Casimir Pinel put, par son énergie, préserver quelques pavillons, les communs du château, une grande partie de la bibliothèque, des meubles, des objets d'art.
En 1853, sa fille, Fanny Mira, épousa un de ses élèves, Armand Semelaigne (1820-1898). Leur fils est René Semelaigne (1855-1934). Casimir Pinel mourut en 1866 sans laisser d'autre fortune qu'une maison de santé prospère. Il ne savait pas résister aux solliciteurs qui abusèrent de sa nature généreuse.

## Publications
- Quelques mots sur les asiles d'aliénés et la loi de 1838, à propos d'une pétition au Sénat, 1864.
- Du secret médical dans ses rapports avec l'aliénation, Paris, Martinet, 1863.
- De l'isolement des aliénés sous le rapport hygiénique, pathologique et légal, 1861.
- Lettres de Philippe Pinel, précédées d'une notice sur sa vie par son neveu, 1859.
- Considération sur la paralysie générale, Société médico-psychologique, 1858.
- Notice sur le docteur Sandras, Société médico-psychologique, 1856.
- Du traitement de l'aliénation mentale aiguë en général, et principalement par les bains tièdes prolongés et les arrosements continus d'eau fraîche sur la tête, 1856.
- De la monomanie, considérée sous le rapport psychologique, médical et légal, 1856.
- Note sur le diagnostic et le traitement de la folie ébrieuse ou Delirium tremens, 1856.
- De la réforme du traitement des aliénés, Société médicale d'émulation de Paris, 1854.
- La Loi du 30 juin 1838 et ses détracteurs[3].